# AGM-123 (ミサイル)
AGM-123 Skipper II はアメリカ海軍で開発された短距離レーザー誘導空対地ミサイルである。

## 概要
このスキッパーミサイルは短距離精密対地攻撃を目的とするミサイルである。AGM-123はMK83爆弾とペイブウェイキットで構成され接続されているロケット推進システムにより目標からより離れた距離で発射することができる。発射と同時に点火されるMk78固体燃料ロケットを搭載している。
自由落下爆弾に比べてスタンドオフ距離が向上し、目標近郊の地対空ミサイルや対空砲の射程外から攻撃を行うことができる。また対艦ミサイルとしても運用でき、1,000ポンド（450キロ）高性能炸薬弾頭で船舶を無力化することができる。
搭載可能な航空機は A-7 コルセアII、およびF/A-18ホーネット、A-6イントルーダーによって運用される。
AGM-123は、カリフォルニア州チャイナレイクの海軍兵器センター（Naval Weapons Center）で開発された。